# Milby (Yorkshire du Nord)
Pour les articles homonymes, voir Milby.
Milby est un village et une paroisse civile du Yorkshire du Nord, en Angleterre.